# Danh sách thành viên Shinsengumi
Dưới đây là danh sách các thành viên chủ chốt và thông thường của Shinsengumi, bao gồm cả thời trước khi sử dụng cái tên này.

## Danh sách thành viên

### Cục trưởng các đời
- Serizawa Kamo
- Kondō Isami Trưởng môn đời thứ tư của Tennen Rishin
- Niimi Nishiki

#### Cục trưởng Shinsengumi ở Aizu
- Fujita Gorō

#### Cục trưởng Shinsengumi ở Hakodate
- Ōnō Uchū
- Sōma Kazue

### Phó Cục trưởng các đời
- Hijikata Toshizō
- Yamanami Keisuke
- Niimi Nishiki

### Tổng trưởng
- Yamanami Keisuke

### Tham mưu
- Itō Kashitarō

### Tổ trưởng/Tổ đầu
- Tổ trưởng đội số 1: Okita Sōji
- Tổ trưởng đội số 2: Nagakura Shinpachi
- Tổ trưởng đội số 3: Saitō Hajime
- Tổ trưởng đội số 4: Matsubara Chūji
- Tổ trưởng đội số 5: Takeda Kanryūsai
- Tổ trưởng đội số 6: Inoue Genzaburō
- Tổ trưởng đội số 7: Tanisan Jyūrō
- Tổ trưởng đội số 8: Tōdō Heisuke
- Tổ trưởng đội số 9: Suzuki Mikisaburō
- Tổ trưởng đội số 10: Harada Sanosuke

### Tổ đầu thời hình thành năm1864
- Tổ đầu đội số 2: Itō Kashitarō
- Tổ đầu đội số 5: Ogata Shuntarō

### Mật thám
- Yamazaki Susumu
- Shimada Kai
- Kawashima Katsuji
- Hayashi Shintarō
- Asano Kaoru (Fuji Tarō)
- Shinohara Yasunoshin
- Arai Tadao
- Hattori Takeo
- Ashiya Noboru
- Yoshimura Kanichirō
- Ogata Shuntarō
- Ōishi Kuwajirō
- Yasutomi Saisuke
- Kishijima Yoshitarō
- Andō Isamijirō
- Ibaraki Tsukasa
- Murakami Kiyoshi
- Tani Shūhei (Kondō Shūhei)
- Kawamura Hayato
- Kondō Hayabusaosu

### Khám định
- Kawai Kisaburō
- Ozeki Yashirō

### Kế toán
- Sakai Hyōgo
- Kishijima Yoshitarō
- Nakamura Genmichi
- Yasutomi Saisuke
- Kanzaki Hifumi
- Aoyagi Makitayuu
- Yada Satoshi Yukijo
- Ōtani Isao

### Ngũ trưởng
- Okuzawa Eisuke
- Shimada Kai
- Kawashima Kachitsukasa
- Hayashi Shintarō
- Kazurayama Takehachirō
- Maeno Gorō
- Abe Jyūrō
- Itō Tetsugorō
- Numajiri Kobungo
- Kondō Yoshisuke
- Kumebe Masachika
- Kanō Washio
- Nakanishi Noboru
- Kohara Sachizō
- Toyama Yaheie
- Nakamura Shōsaburō
- Ikeda Kosaburō
- Hashimoto Kaisuke
- Ibaraki Tsukasa
- Ozeki Masajirō
- Shimura Takezō

### Phó cục trưởng trợ cầnban đầu
- Hirama Jyūsuke
- Noguchi Kenji
- Andō Hayatarō
- Hirayama Gorō
- Saeki Matasaburō

### Trinh thám
- Okura Isetakeshi
- Arakida Samanosuke
- Kusunoki Gojyūrō
- Matsunaga Shukei
- Matsui Ryūsaburō
- Echigo Saburō

### Huấn luyện
- Kích kiếm Okita Sōji (hướng dẫn kiếm thuật)
- Kích kiếm Nagakura Shinpachi (hướng dẫn kiếm thuật)
- Kích kiếm Ikeda Kosaburō (hướng dẫn kiếm thuật)
- Kích kiếm Tanaka Torazō (hướng dẫn kiếm thuật)
- Kích kiếm Arai Tadao (hướng dẫn kiếm thuật)
- Kích kiếm Yoshimura Kanichirō (hướng dẫn kiếm thuật)
- Kích kiếm Saitō Hajime (hướng dẫn kiếm thuật)
- Nhu thuật Shinohara Yasunoshin (hướng dẫn Judo)
- Nhu thuật Yanagida Sanjirō (hướng dẫn Judo)
- Nhu thuật Matsubara Chūji  (hướng dẫn Judo)
- Thương thuật Tani Sanjyūrō (hướng dẫn kỹ năng dùng súng)
- Thương thuật Tani Mantarō  (hướng dẫn kỹ năng dùng súng)
- Cưỡi ngựa Yasutomi Saisuke (hướng dẫn kỹ năng cưỡi ngựa)
- Pháo binh Kiyohara Kiyoshi (hướng dẫn kỹ năng pháo binh)
- Pháo binh Abe Jyūrō (hướng dẫn kỹ năng pháo binh)
- Văn học Itō Kashitarō (hướng dẫn chiến thuật quân sự)
- Văn học Shiba Ryousaku (hướng dẫn chiến thuật quân sự)
- Văn học Ogata Shuntarō (hướng dẫn chiến thuật quân sự)
- Văn học Mōnai Arinosuke (hướng dẫn chiến thuật quân sự)
- Văn học Takeda Kanryūsai (hướng dẫn chiến thuật quân sự)

### Các thành viên thông thường
- Aridō Shishimenoshin
- Sasaki Kuranosuke
- Mazume Ryūtarō
- Umatsume Shinjyūrō
- Teisa Toruyō
- Hamaguchi Kiichi
- Nakamura Kingo
- Hijikata Tsushima
- Mori Rokurō
- Yamano Yasohachi
- Aridoo Shikango
- Shukuin Ryōzō
- Umaetsu Daitarō
- Magoshi Saburō
- Matsuzaki Shizuma
- Shinozuka Minekura
- Fujimoto Hikoyukijo
- Itō Yohachirō
- Yanagida Sanjirō
- Ueda Kingo
- Wada Hayato
- Nakamura Hisaba
- Kanno Rokurō
- Mishina Chūji
- Iki Hachirō
- Kiuchi Mineta
- Matsumoto Kijirō
- Takeuchi Gentarou (Ishikawa Takeo)
- Nitta Kakuzaemon
- Matsuyama Ikunosuke
- Tsukamoto Zennosuke
- Shitsu Takuyukijo
- Wada Jyūrō
- Makino Genshichirō
- Ogawa Issaku
- Sanoshi Menosuke
- Nakanishi Noboru
- Shibata Hikosaburō
- Kinoshita Yasaburō
- Kinoshita Iwao
- Numajiri Kobungo
- Uesaka Kabutotarō
- Miyakawa Kazuma
- Mizuguchi Ichimatsu
- Kinko Jirōsaku
- Miura Keinosuke
- Wadō Teizō
- Ikeda Shichisaburō
- Tomikawa Jyūrō
- Nakamura Gorō
- Nakajima Nobori
- Katou Higuma
- Katou Tamiya
- Shiyama Takinin
- Tamura Ginnosuke
- Miyoshi Yutaka
- Kikuchi Ou
- Sakurai Kazuma
- Matsumoto Sutesuke
- Inōe Taisuke
- Ōtani Ryōsuke
- Aya Ichirō
- Ichimura Tatsunosuke
- Washizaki Tsuranu
- Takahashi Yūnoshin
- Kagatsume Katsunoshin
- Hirose Tokihiro
- Itō Gensuke
- Kimura Kōta
- Kashiwa Oichirō
- Kusakabe Toomi
- Kusakabe Shirō
- Iwasaki Ichirō (Minami Ichirō)
- Uedauma Yukijo

#### Năm thành viên mỹ nam nhân
- Yamano Yasohachi
- Sasaki Aijirō
- Magoshi Saburō
- Mazume Ryūtarō
- Kusunoki Gojyūrō

### Những thành viên có quan hệ, tự xưng Shinsengumi
- Ōishi Mikizō
- Yūki Munizō
- Okuda Matsugorō
- Yamaura Tetsushirō
- Nagata Katsutadashi

### Thành viên Miburōshigumi
- Tonōchi Yoshio
- Iesato Tsuguo
- Negishi Yūzan
- Kasuya Shingorō
- Endō Jyōan
- Kamishiro Jinnosuke (Ueshiro Junyukijo)
- Abiru Eisaburō
- Suzuki Chōzō
- Shimizu Goichi

### Shinsengumi ở Hakodate
- Đội trưởng Shinsengumi Shieikan Sōma Kazue
- Lục Quân Phụng Hành Tịnh Hijikata Toshizō
- Lục Quân Phụng Hành Tịnh Thiêm Dịch Ōnō Uchū
- Đầu thủ thay đổi Mori Tsunekichi
- Đầu thủ thay đổi Shimada Kai
- Đầu thủ thay đổi Kaku Tanikyū
- Đầu thủ Kế toán cấp dưới thay đổi Aoji Gentarō
- Kế toán Yamazaki Hachikura
- Phương Sĩ  phụ thuộc Ichimura Tetsunosuke
- Phương Sĩ  phụ thuộc Nomura Risaburō

Nhất phân đội
- Sai Đồ Aoyama Jirō
- Hướng Đạo Kasuya Kojirō
- Hướng Đạo Nishiwaki Genrokurō

Binh sĩ Nhất phân đội
- Igarashi Iori
- Ueda Adachiyukijo
- Sakai Youjirō
- Suzuki Ryoutaira
- Takaoka Kuratarō
- Takahashi Sangorō
- Takeuchi Atsuchitaira
- Nakazawa Tsutomu
- Nomura Yūki
- Fukuda Katsuyukisusumu
- Matsui Tokusaburō
- Miura Matsugorō
- Mizutani Fujishichi
- Wakata Eikichi

Nhị phân đội
- Sai Đồ Ozeki Masajirō
- Hướng Đạo Sakuma Kensuke
- Hướng Đạo Nakajima Nobori

Binh sĩ Nhị phân đội
- Aoki Ren
- Akashi Kakushirō
- Uchiyama Sakaehachi
- Egawa Shichirō
- Kōjima Zousakeyukijō
- Kobayashi Kōjirō
- Taoka Tarō
- Takasu Kumaosu
- Takeuchi Norio
- Tsuchida Shinyukijō
- Tobata Kimatsu
- Nagase Kiyoshikura
- Furuya Takeyukijo
- Hosokawa Sentarō
- Honda Iwakichi
- Miyazaki Shigeyukijō
- Yoshida Mankichi

Tam phân đội
- Sai Đồ Yamakyūchi Bunjirō
- Hướng Đạo Sakuma Gintarō
- Hướng Đạo Abe Hayabusata

Binh sĩ Tam phân đội
- Akiyama Gisaburō
- Iwasaki Kachijirō
- Ōko Uchitarō
- Koube Shirō
- Kinoshita Kachikura
- Kimura Tadashijirō
- Sasaki Ichi
- Satou Boutarō
- Takahashi Yasusuke
- Tamura Ichirō
- Chiba Sakae
- Tsubota Tadashikura
- Tsuruoka Kamashirō
- Terai Chikara
- Terashima Hansan
- Fukuyo Otokoya
- Maeda Iwatarō
- Makoto Sakitakutarō
- Masuzawa Touuma

Tứ phân đội
- Sai Đồ Ishii Yuujirō
- Hướng Đạo Maeba Kishima
- Hướng Đạo Yokokura Jingorō

Binh sĩ Tứ phân đội
- Kinko Shouheie
- Sekikawa Daijirō
- Nakagawa Kojirō (Shōjyūrō Tomo)
- Nagazawa Masayukijō
- Nobe Tamio
- Fujii Anpachi
- Maeda Shimigitarō
- Matsuzawa Danosamu
- Yamagiwa Tairasaburō

Đội sở thuộc không rõ
- Sai Đồ Taniguchi Shirōheie
- Sai Đồ Yamagata Tokitarō
- Hướng Đạo Kasuya Jyūrō
- Binh sĩ Aridoo Shikango
- Binh sĩ Ōhashi Yamasaburō
- Binh sĩ Otobe Gōnoshin
- Binh sĩ Kawamura Hachijūuemon
- Binh sĩ Kurihara Sennosuke
- Binh sĩ Akabane Otokichi
- Binh sĩ Ōba Kyūsuke
- Binh sĩ Kan Seisuke
- Binh sĩ Asakura Junyukisuke

### Bác sĩ
Matsumoto Jun là bác sĩ kiêm trưởng nhóm ở bệnh xá tây dương Mạc Phủ, được Kondō Isami mời khám bệnh cho các thành viên trong Shinsengumi, làm việc tại trạm quân y trong chiến tranh Mậu Thìn. Ngoài ra Matsumoto Jun còn chuyên chăn nuôi lợn,  trong việc chăn nuôi lợn (nuôi lợn bằng gạo dư thừa) ông còn mang theo lợn con từ Kobe trong thời gian đồn trú ở chùa Nishimotoganji, để làm thịt lợn cung cấp cho các thành viên dùng bữa. Sau đó giải nghệ và truyền thụ lại cho đệ tử Minamibu Seiichi ở Kiyacho.